# マニ (ミュージシャン)

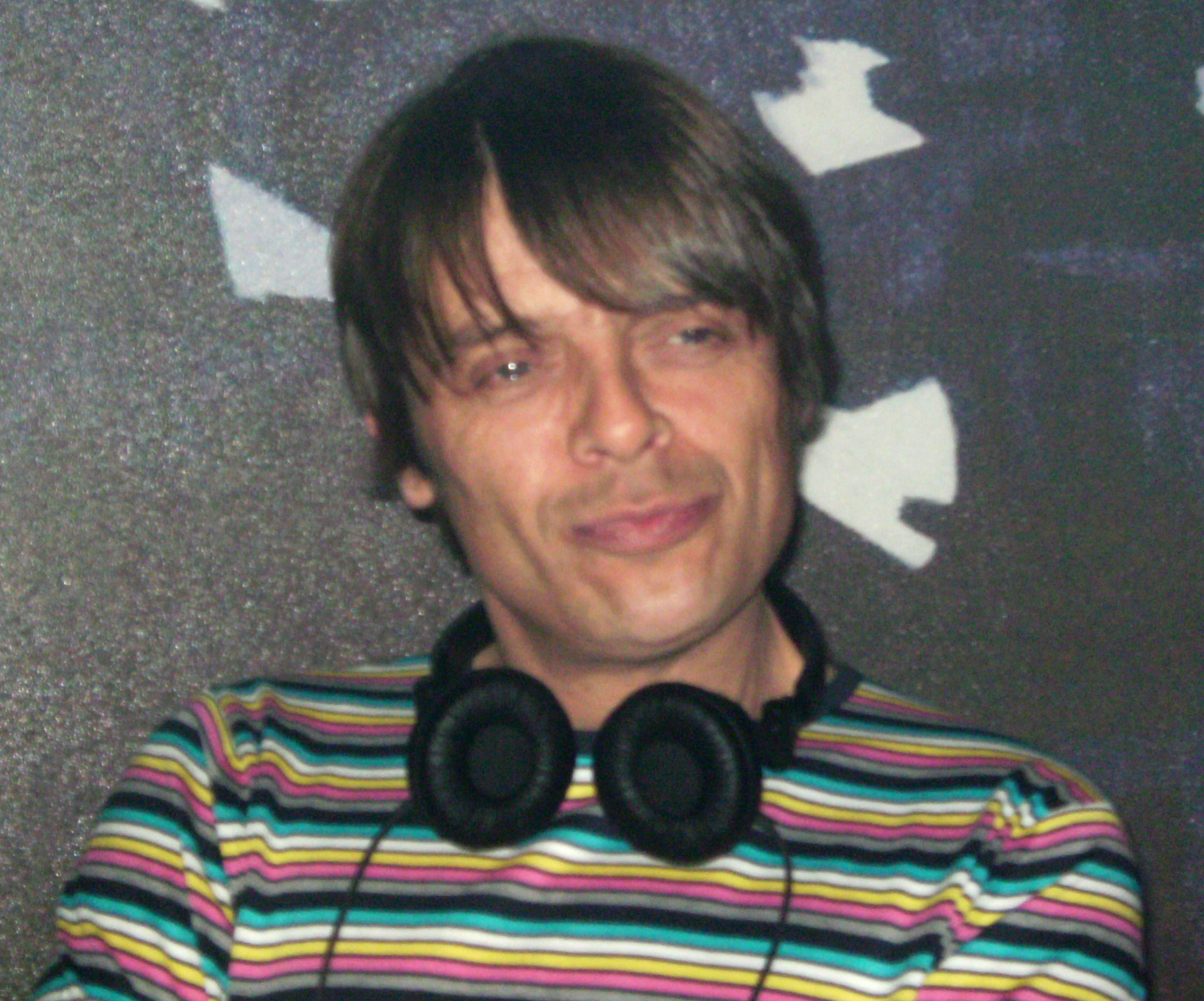
2009年撮影

ゲイリー・マイケル・”マニ”・マウンフィールド（Gary Michael "Mani" Mounfield、1962年11月16日 - )は、イギリス、マンチェスター出身のミュージシャン、ベーシスト、DJ。ザ・ストーン・ローゼズ及びプライマル・スクリームでの活動で知られる。

## 生い立ち
- 1962年11月16日マンチェスター北部のモストンで生まれる。十代の初めにマンチェスター南部に引っ越し、父親の影響でマンチェスター・ユナイテッドFCの大ファンになる。
  - 本人はマンチェスター・ユナイテッドについて「マンチェスター出身である事と、赤のユニフォームに誇りを持ってる。俺の親父はユナイテッドの熱狂的ファンだったんだ。シティのファンなんて言おうものなら、きっと横っ面を張られてたよ。」
- 音楽との出会いについては「8歳の時からバンドに入りたいと思い始めたんだ。サッカー選手になるほどうまくなかったわけだから、音楽で生きていけてラッキーだよ」「マンチェスター北部の過激なパンクバンドのいくつかでプレイしてたね。基本的にはそんなに真剣じゃなかったけど、学校から帰ると楽器屋に行って、クラッシュやピストルズの楽譜をかっぱらって練習したんだ。俺には聴いた音をシンプルに変換して、弾きやすいようにする能力があったみたいでね。」と語っている。

## イアン・ブラウンやジョン・スクワイアとの出会い
本人曰く「俺がイアンを紹介されたのは1979年だった。まあ、あいつの顔は知ってたんだけど。相手への視線を逸らさないような男だしね。あいつは『猿の惑星』が大好きで、俺は思ったんだ『マジかよ、こいつはすげえヤツだ』って。言ってる意味、わかるだろ？あいつは俺がジェイムス・キャグニーに似てるっていうんだ。くだらない事ばかりして時間を無駄にしてるところが、だってさ。スクーターに乗って出かける時、俺たちはただ走り回って、海岸で何となく騒いだりして。楽しかったよ。俺たちはノーザン・ソウル、パンク、サイケ、ガレージが好きで絆が深まった。いつも俺たちには音楽があったね」
「ジョンとはマンチェスターにある伝説のナイトクラブ、ピップスで出会ったんだ。口数が少なくて、思いに耽ってて。けど自分と違う人たちと出会うのは良い事だよ。お互いにウディ・アレンの映画が大好きで、音楽とスクーターも大好きだったから、そこからすぐ友情が芽生えたんだ」

## ストーン・ローゼズ前身バンドへの参加
1982年、イアンやジョン、アンディ・ガズンズらが結成したバンド、パトロールからイアンが脱退し後任のベーシストとして加入する。同時にバンドはファイヤーサイド・チャップス、次にウォーターフロントとバンド名を変更した。マニの紹介でドラマーにクリス・グッドウィン、ボーカルに”カイザー”という人物が加わり。アンディの家の地下室でリハーサルを始める。3度のリハーサルの後クリスが脱退、バンドはそのまま4人で活動を継続しスタジオで2トラックのデモテープを制作。その後イアンがボーカリストとして再加入しバンドはツインボーカル体制となる。しかしその後活動に進展が見られないことからカイザーが脱退、バンド自体の活動も停止してしまう。

## ザ・ストーン・ローゼズ加入まで
ウォータフロントの活動が停止したのち、マニはヨーロッパに放浪の旅に出たり、地元のオペラハウスの照明係をしながら生活していた。イアンやジョンはバンドをザ・ストーン・ローゼズとして復活させ活動していたが、セカンドシングル「サリー・シナモン」発表後のツアー前にベース担当だったピート・ガーナーが脱退し後任のベーシストを探していた。インスパイラル・カーペッツのメンバーだったクリント・ブーンにそのことを相談するとクリントは知人でもありマニの兄でもあるグレッグに事情を話している。マニはそのことについて「ヨーロッパから戻って街をぶらついてたら、兄貴がクリント・ブーンに会って、ローゼズがベーシストを探してるらしいぞって言うんだ。クリントがイアンとジョンに会った時、あいつらはちょうどA１かそこらでメンバー募集の告知を出そうとしてたみたいだね。確か、兄貴はこう言ったんじゃないかな。『ああ、マニなら暇だよ』って。で、その晩にもジョンから電話をもらって、『来いよ』って言われてさ。俺としては『ものは試しにやってみるか』って感じだったな」

## ローゼズ加入後
加入後の活動についてはザ・ストーン・ローゼズの項を参照。